# Dombai
Dombai (russisch Домбай) ist ein 657 Einwohner (Stand 14. Oktober 2010) zählender Wintersportort im russischen Nordkaukasus in der Teilrepublik Karatschai-Tscherkessien.

## Geografie
Dombai ist eine Siedlung städtischen Typs, die zusammen mit der 20 Kilometer nördlicher gelegenen Kleinstadt Teberda sowie zwei weiteren benachbarten Ortschaften administrativ der Stadt Karatschajewsk im Zentrum der Republik unterstellt ist.
Als einer der am südlichsten gelegenen Orte Karatschai-Tscherkessiens befindet sich Dombai nur wenige Luftlinienkilometer entfernt von der Grenze Russlands zu Georgien. Diese folgt der vergletscherten Hauptwasserscheide des Großen Kaukasus, die in der Umgebung des Ortes etwa zwischen 3000 und 4000 Meter hoch aufragt. Hausberg von Dombai ist der wegen seiner Gestalt als „Matterhorn des Kaukasus“ bekannte Belalakaja (3861 Meter). Auch die Berge in anderen Himmelsrichtungen rund um den Ort sind über 3000 Meter hoch. Sie werden zur Kluchor-Maruch-Gruppe gezählt.
Die sogenannte Dombaiwiese, auf der die Siedlung aufgebaut wurde, ist ein in rund 1650 Metern über Normalnull gelegener Talkessel, wo die beiden Ströme Alibek und Dombai-Ulgen von Westen und Osten in den von Süden aus dem Amanausgletscher kommenden gleichnamigen Fluss, einen Quellfluss der Teberda, münden. Der Fluss Dombai-Ulgen, dessen Name aus dem Karatschaischen stammt und dort so viel wie „erlegter Wisent“ bedeutet, ist namensgebend für das Tal, den über dem Talschluss aufragenden Viertausender Dombai-Ulgen und für die Ortschaft.

## Geschichte
Dombai wurde Anfang der 1920er-Jahre mit der Gründung einer der ersten Herbergen in der Hochgebirgsregion des russischen Nordkaukasus angelegt.
Im Rahmen von Unternehmen Edelweiß stieß das Gebirgsjägerregiment 99 der deutschen Wehrmacht unter Oberst Karl von Le Suire Mitte August 1942 durch das Teberdatal bis Dombai vor und sicherte von hier aus in mehr als 3000 Meter Höhe die Steige über den vergletscherten Kaukasus nach Georgien. Am 4. Januar 1943 erreichte Ernst Jünger im Rahmen seines Erkundungsauftrags Dombai, ohne den Ort beim Namen zu nennen und berichtete über seine Eindrücke und über den plötzlichen Befehl zum Rückzug aus dem Hochkaukasus in seinen Kaukasischen Aufzeichnungen. Folgendes sei daraus zitiert:
Weiter hinauf in das Teberdatal, bis zum Gefechtsstand des Hauptmanns Schmidt, der oben mit Hochgebirgsjägern zwei Pässe sperrt. Dazu bediente ich mich des Kettenkraftrades, eines Fahrzeugs für unwegsame Anstiege. … Hoch oben, im Amanauskessel, stehen die hölzernen Gebäude einer Heilstätte. Hier empfing mich der Hauptmann Schmidt auf seinem Gefechtsstand, über dem sich die Eisriesen aufrecken, links das Massiv des Dombai-Ulgen, dann spitz die Karadschajanadel, die östliche und die westliche Belaja Kaja und zwischen ihnen das sonderbare Ssofrudschuhorn. Im gewaltigen Amanausgletscher mit seinen Flächen von grünem Blankeis, mit seinen tiefen Spalten und funkelnden Abrissen liegen die Posten, die die Pässe sichern; sie steigen noch sieben Stunden zu ihren Eis- und Schneehütten. … russische Spähtrupps hatten sich oben in Schneelöchern eingegraben; ein Feuergefecht war im Gang. Diese Schneelöcher werden mit einer Zeitung tapeziert und mit einer Kerze geheizt; das ist der ganze Komfort. Hier oben gedachte ich solange wie möglich zu bleiben und hin und wieder aufzusteigen in die Gletscherwelt. Doch … kam aus Teberda der Funkspruch, dass unverzüglich der Rückzug notwendig geworden sei. Das heißt wohl, dass die Lage bei Stalingrad sich noch verschlechtert hat. So musste ich den ersten Punkt, an dem ich mich wirklich wohl fühlte, verlassen, kaum dass ich ihn erblickt hatte. Auch wurde das Wetter, das hier seit Wochen heiter gewesen war, plötzlich drohend.
Dombai entwickelte sich zur Sowjetzeit zu einem landesweit beliebten Erholungsort, der 1965 den Status einer Siedlung städtischen Typs erhielt.

### Bevölkerungsentwicklung
| Jahr | Einwohner |
| ---- | --------- |
| 1970 | 847       |
| 1979 | 1730      |
| 1989 | 1601      |
| 2002 | 403       |
| 2010 | 657       |
| 2017 | 643       |

Anmerkung: Volkszählungsdaten

## Wirtschaft und Verkehr

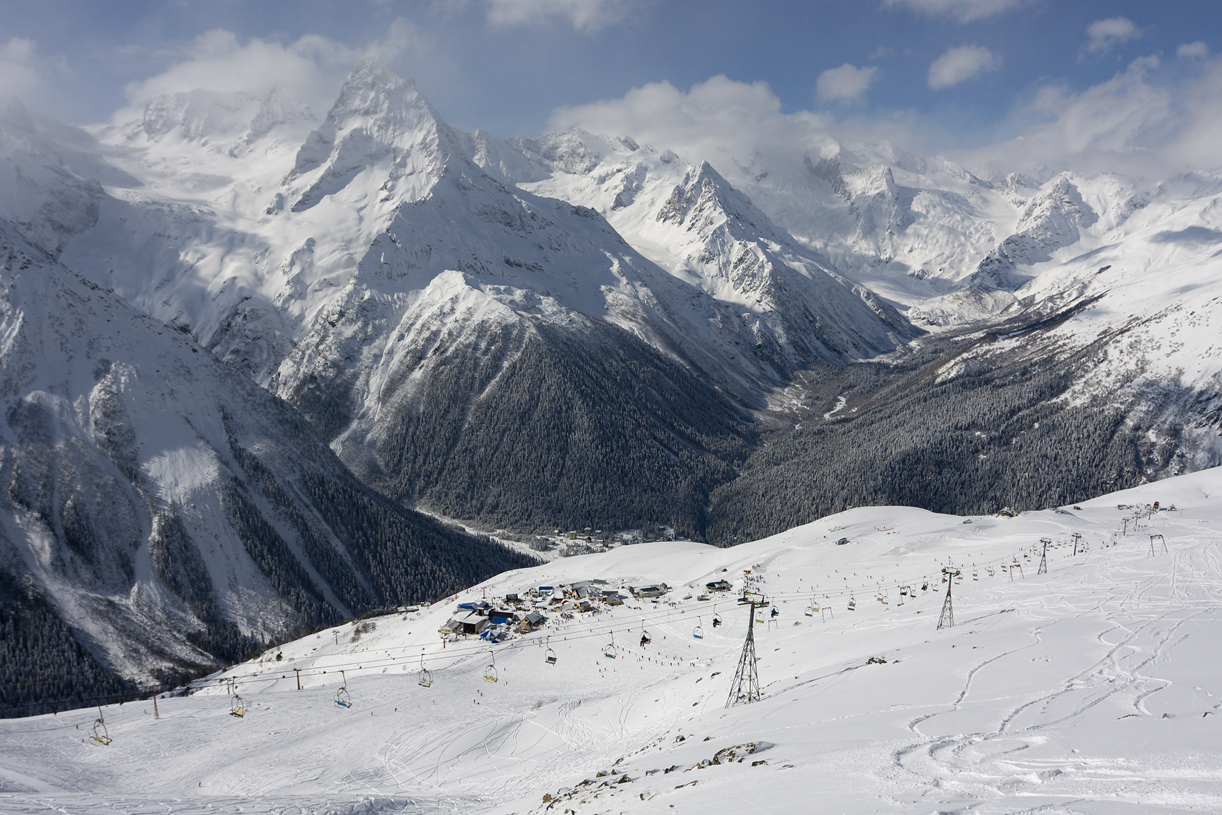
Skipisten in Dombai

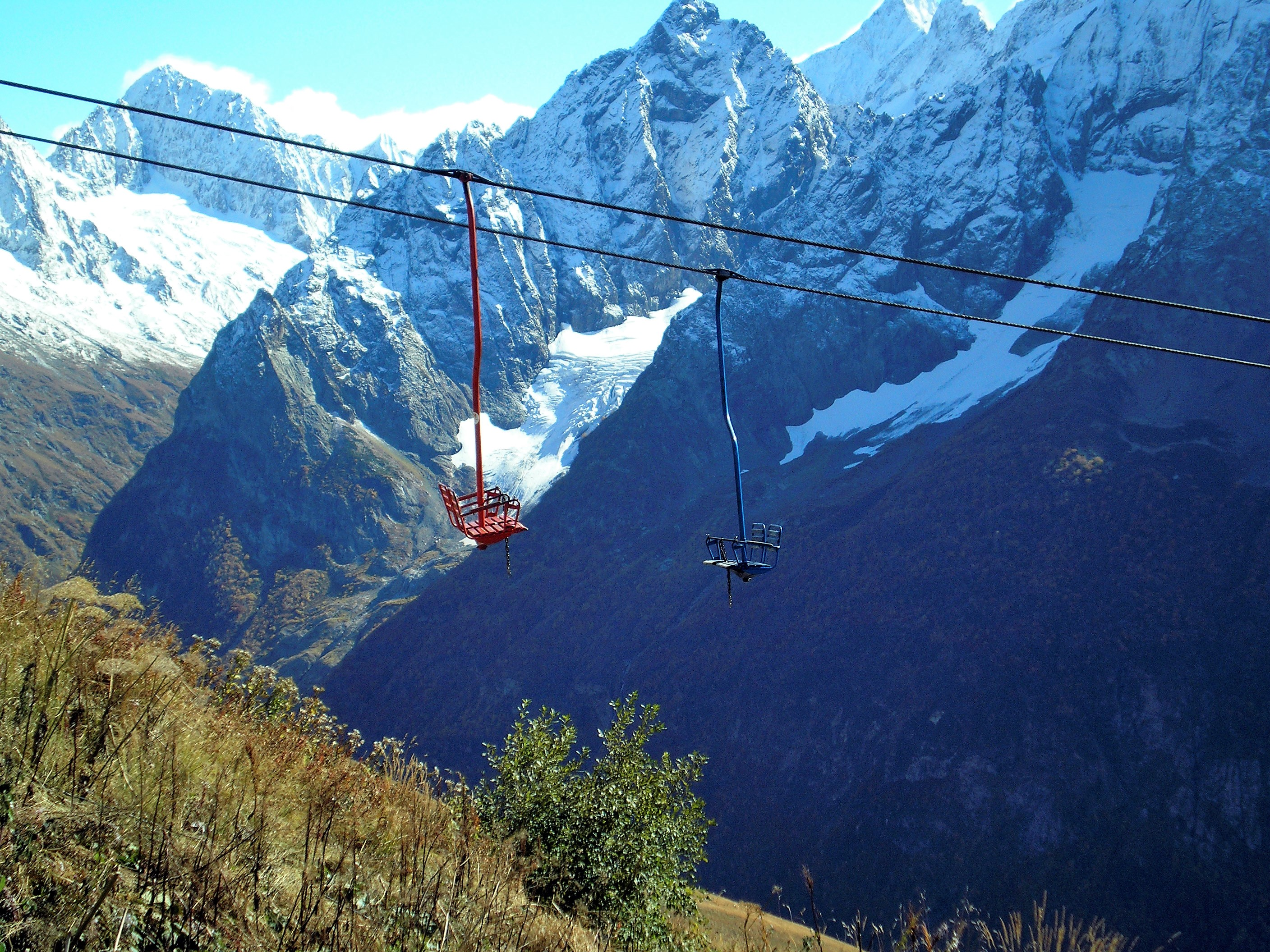
Sesselbahn in Dombai

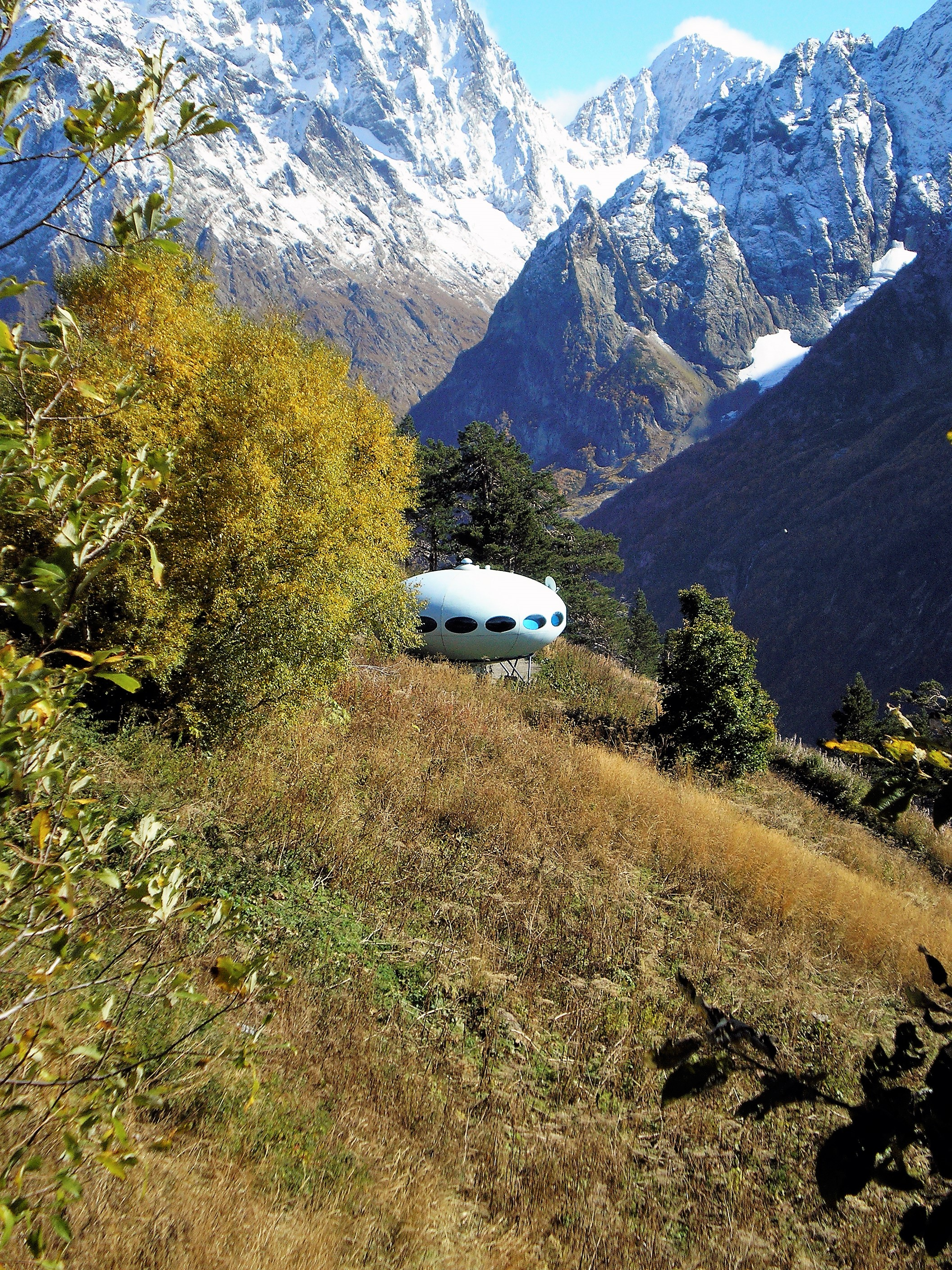
Hotel „Fliegende Untertasse“

Bis heute ist Dombai vornehmlich als Wintersport-Resort in weiten Teilen Russlands und der ehemaligen Sowjetunion bekannt. Der Fremdenverkehr stellt die mit Abstand wichtigste Einnahmequelle der wenigen Einwohner Dombais dar. Der Ort verfügt über eine gut ausgebaute Infrastruktur für Ski- und Snowboardfahrer, bestehend aus mehreren Seilbahnanlagen und Sesselliften sowie zahlreichen Hotels, Herbergen und Gastronomiebetrieben. Die neueste Seilbahnstrecke, eine gut 1600 Meter lange Gondelbahn, wurde Ende 2007 in Betrieb genommen und hat ihre höchste Bergstation in 3200 Metern Höhe.
Auch im Sommer ist Dombai und die umliegende Gebirgsregion eine Touristenattraktion, vor allem aufgrund der reizvollen Gebirgslandschaft mit Gletschern, Bächen, Wasserfällen, Bergseen und Wäldern. Die Landschaft in und um Dombai einschließlich des Berges Dombai-Ulgen bildet das 1935 gegründete Teberda-Naturreservat.
Als Hochgebirgsort ist Dombai nur über die hier endende Straße A155 erreichbar, die den Ort via Teberda und Karatschajewsk mit der Republikshauptstadt Tscherkessk verbindet. Die nächste Eisenbahnanbindung besteht in der Stadt Ust-Dscheguta.